# Cinque giorni di tempesta
Cinque giorni di tempesta è un film del 1997 diretto da Francesco Calogero. 

## Trama
Giovanni, un giovane ragazzo partito per Bolzano dalla Sicilia per eseguire il servizio militare di leva, arriva con cinque giorni di anticipo ed è costretto a soggiornare al di fuori della caserma prima del giorno ufficiale della convocazione.
Tra incontri surreali e situazioni di ogni tipo, Giovanni è protagonista di vari avvenimenti e spostamenti da varie città e paesi; una volta però ritornato a Bolzano, il ragazzo decide di non presentarsi alla convocazione e fuggire in Australia dove risiede e lavora il cugino Vince.

## Distribuzione
La pellicola è stata distribuita nelle sale cinematografiche italiane il 2 settembre 1997.